# Épinay-sur-Odon
Épinay-sur-Odon település Franciaországban, Calvados megyében. Lakosainak száma 629 fő (2022. január 1.). Épinay-sur-Odon Landes-sur-Ajon, Longvillers, Maisoncelles-Pelvey, Le Mesnil-au-Grain, Parfouru-sur-Odon, Villers-Bocage és Val d'Arry községekkel határos.

## Népesség
A település népességének változása:
| Lakosok száma | 347  | 442  | 549  | 571  | 657  | 626  | 614  | 621  | 624  | 629  |
|               | 1968 | 1982 | 1990 | 2006 | 2013 | 2015 | 2017 | 2019 | 2020 | 2022 |